# ノイドロッセンフェルト
ノイドロッセンフェルト (ドイツ語: Neudrossenfeld) は、ドイツ連邦共和国バイエルン州クルムバッハ郡（オーバーフランケン行政管区）の町村（以下、本項では便宜上「町」と記述する）。赤マイン川沿い、アウトバーンA70（インターチェンジ 24 - クルムバッハ＝ノイドロッセンフェルト）および連邦道B85沿線に位置する。

## 地理
ノイドロッセンフェルトは、バイロイトとクルムバッハを結ぶ道の途中、赤マイン川に突き出すような砂岩質の岩場に位置する。1970年代の自治体再編で以下の村が合併して成立した。

### 自治体の構成
この町は、公式には48の地区 (Ort) からなる。このうち小集落や孤立農場などを除く集落を以下に列記する。
| - アルトドロッセンフェルト - ブーフ・アム・ザント - ドレーシェナウ - ホルヌングスロイト - イェスライン - ランゲンシュタット - ムッケンロイト - ノイドロッセンフェルト | - ノイエンロイト・アム・マイン - ペヒグラーベン - ロール - シュヴィンゲン - ウンターブリュックライン - ウンターグレーフェンタール - ウンターオプザング - ヴァルダウ |

## 歴史
- ノイドロッセンフェルトは1260年に初めて文献に現れる。
- 1285年：ドロッセンフェルトが独自の教区教会（聖ヤーコプス教会）を持つ教区となる。
- 1340年：ニュルンベルク城伯（ホーエンツォレルン家）がクルムバッハ地方を購入し、これに伴い、ドロッセンフェルト騎士領にも君臨した。（1806年まで）
- 1429年まで：ドロッセンフェルト教区はランクハイム修道院の庇護下に置かれた。
- 1430年：フス教徒による略奪。
- 1494年から1587年まで：この騎士領は、ヴィルスベルクの領主のものとなった。1587年ホーエンツオレルン家に売却、これによって辺境伯家が小作人らを管理することとなった。
- 1525年 ドイツ農民戦争：ドロッセンフェルトの農民集団は消極的、あるいは活動しなかった。
- 1528年：宗教改革
- 1553年/1554年：アルベルトニッシェの戦いで破壊される。
- 1632年から：三十年戦争およびペストによる荒廃、全地域での住民減少。
- 1689年：バイロイト辺境伯クリスティアン・エルンストがノイドロッセンフェルトを市民階級の法律顧問官ヴォルフガング・フランケに売却。
- 1732年：ノイドロッセンフェルトのほぼ全域が火災で焼失。
- 1752年：一部は相続により、一部は購入により、エルロット帝国伯フィリップ・アンドレアスの手に渡る。新しい所有者とその息子フリードリヒは、城を築き（建築家：カール・フォン・ゴンタルト）、1753年から1760年には辺境伯教会（三位一体教会）を建立した。他にこの時代の有名な施設にテラスガーデンがある。
- 1775年：フィリップ・フォン・エルロットが1763年逝去し、2人の子供も亡くなった後、未亡人はこの騎士領を支えることができなくなり、ゲオルク・クリストフ・フォン・ライツェンシュタインに売却した。農場は荒廃し、1809年に市民に売却された。
- 1810年：ノイドロッセンフェルトは、他のバイロイト地方とともにバイエルンに編入された。
- 1909年：バイロイト＝ツルナウ鉄道が開通し、アルトドロッセンフェルトとノイエンロイト・アム・マインに駅が設けられた。（1973年に廃止）
- 1972年から1978年：自治体再編により、近隣の村を合併。

出典：Neudrossenfeld - ein Heimatbuch Gegenwart und Vergangenheit, Neudrossenfeld 1986

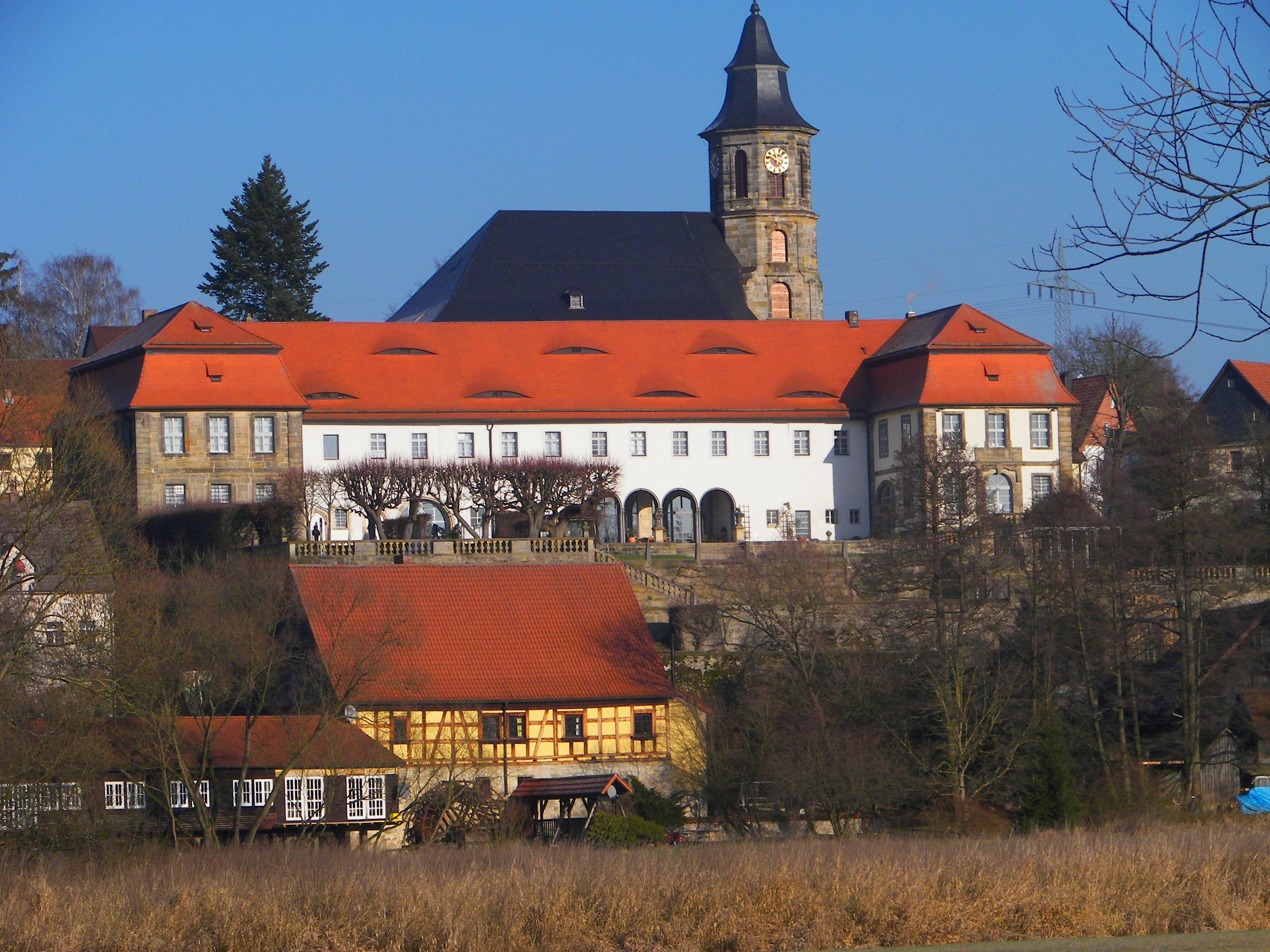
教会、城館、水車小屋

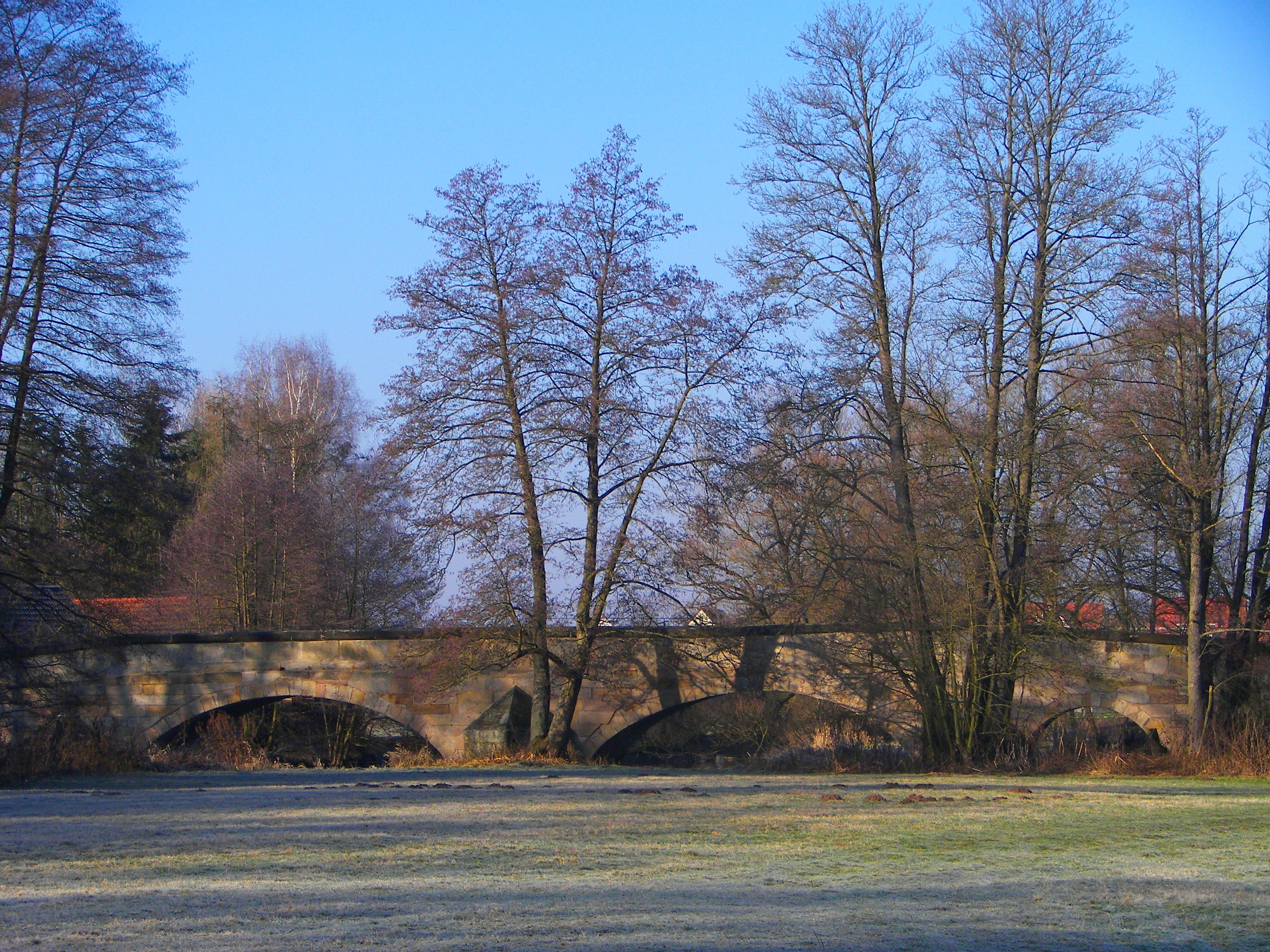
赤マイン川に架かる古い石橋

## 文化と見所
- 三位一体教会：1753年から1760年に建設された辺境伯教会で、バイロイトおよびクルムバッハ地区でもっとも優れたバロック建築の一つである。建築家は、クルムバッハのヨハン・ゲオルク・ホフマンである。
- ノイドロッセンフェルト城とテラスガーデン：最も古い部分は16世紀に建設され、1752年に拡大・新築された。建築家は、カール・フォン・ゴンタルト

## 引用
1. ↑  https://www.statistikdaten.bayern.de/genesis/online?operation=result&code=12411-003r&leerzeilen=false&language=de Genesis-Online-Datenbank des Bayerischen Landesamtes für Statistik Tabelle 12411-003r Fortschreibung des Bevölkerungsstandes: Gemeinden, Stichtag (Einwohnerzahlen auf Grundlage des Zensus 2011)
2. ↑  Bayerische Landesbibliothek Online